# Senusret-Anch
|             |           |
| \| \| \|    |           |
|             |           |
| wsr · s · r | t · z · n |

| wsr · s · r | t · z · n |

|             |           |
| \| \| \|    |           |
|             |           |
| wsr · s · r | t · z · n |

| wsr · s · r | t · z · n |

|             |           |
| \| \| \|    |           |
|             |           |
| wsr · s · r | t · z · n |

| wsr · s · r | t · z · n |

|             |           |
| \| \| \|    |           |
|             |           |
| wsr · s · r | t · z · n |

| wsr · s · r | t · z · n |

Senusret-Anch byl veleknězem Ptaha v Memfisu, královským sochařem a stavitelem pravděpodobně za vlády Senusreta I. z 12. dynastie.
Jeho mastaba byla objevena v roce 1933 poblíž pyramidy Senusreta I. v Lištu. Hrobka byla vyrabována již ve starověku, ale některé sochy byly nalezeny, například vápencová socha sedícího Senusret-Ancha, nyní v Metropolitním muzeu umění. Stěny byly popsány Texty pyramid.